# Wereldkampioenschap voetbal 2018 (kwartfinale) Rusland - Kroatië
Dit artikel gaat over de wedstrijd in de achtste finales tussen Rusland en Kroatië die gespeeld werd op zaterdag 7 juli 2018 tijdens het wereldkampioenschap voetbal 2018. Het duel was de zestigste wedstrijd van het toernooi.

## Voorafgaand aan de wedstrijd
- Rusland stond bij aanvang van het toernooi op de zeventigste plaats van de FIFA-wereldranglijst.[1]
- Kroatië stond bij aanvang van het toernooi op de twintigste plaats van de FIFA-wereldranglijst.[2]
- Deze confrontatie tussen de nationale elftallen van Rusland en Kroatië was de vierde in de historie.[3]
- Het duel vond plaats in het Olympisch Stadion Fisjt in Sotsji. Dit stadion werd in 2013 geopend en kan 47.659 toeschouwers herbergen.

## Wedstrijdgegevens[4]
| Datum                | 7 juli 2018 | 7 juli 2018 |
| Wedstrijdnummer      | 60 | 60 |
| Stadion              | Olympisch Stadion Fisjt, Sotsji                                                                                | Olympisch Stadion Fisjt, Sotsji                                                                                |
| Toeschouwers         | 44.287 | 44.287 |
| Scheidsrechter       | Sandro Ricci                                                                                                   | Sandro Ricci                                                                                                   |
| Assistenten          | Emerson de Carvalho Marcelo Van Gasse                                                                          | Emerson de Carvalho Marcelo Van Gasse                                                                          |
| Vierde official      | Janny Sikazwe                                                                                                  | Janny Sikazwe                                                                                                  |
| Videoscheidsrechters | Massimiliano Irrati Roberto Díaz Pérez (assistent) Wilton Pereira Sampaio (assistent) Paolo Valeri (assistent) | Massimiliano Irrati Roberto Díaz Pérez (assistent) Wilton Pereira Sampaio (assistent) Paolo Valeri (assistent) |
| Man van de wedstrijd | Luka Modrić | Luka Modrić |
|                      | Rusland | Kroatië |
| Doelpunten           | 2 | 2 |
| Gele kaarten         | 1 | 4 |
| Rode kaarten         | 0 | 0 |
| Wissels              | 4 | 4 |
| Schoten op doel      | 7 | 3 |
| Schoten naast doel   | 4 | 10 |
| Overtredingen        | 25 | 18 |
| Hoekschoppen         | 6 | 8 |
| Buitenspel           | 1 | 0 |
| Balbezit (%)         | 38 | 62 |

| Rusland | 2 – 2           | Kroatië |
| (Artjom Dzjoeba) Denis Tsjerysjev 31' (Alan Dzagojev) Mário Fernandes 115' | goals (assists) | 39' Andrej Kramarić (Mario Mandžukić) 101' Domagoj Vida (Luka Modrić)                                                                                                 |
| Fjodor Smolov Alan Dzagojev Mário Fernandes Sergej Ignasjevitsj Daler Koezjajev | strafschoppen   | Marcelo Brozović Mateo Kovačić Luka Modrić Domagoj Vida Ivan Rakitić                                                                                                  |
| Stanislav Tsjertsjesov | bondscoach      | Zlatko Dalić |
| Igor Akinfejev Mário Fernandes Ilja Koetepov Sergej Ignasjevitsj Fjodor Koedrjasjov Roman Zobnin Daler Koezjajev Aleksandr Samedov 54' Aleksandr Golovin 102' Denis Tsjerysjev 67' Artjom Dzjoeba 79' | opstellingen    | Danijel Subašić 97' Šime Vrsaljko Dejan Lovren Domagoj Vida 74' Ivan Strinić Ivan Rakitić Luka Modrić Ante Rebić 88' Andrej Kramarić 63' Ivan Perišić Mario Mandžukić |
| Aleksandr Jerochin 54' Fjodor Smolov 67' Joeri Gazinski 79' Alan Dzagojev 102' | wissels         | 63' Marcelo Brozović 74' Josip Pivarić 88' Mateo Kovačić 97' Vedran Ćorluka                                                                                           |
| Joeri Gazinski 109' | gele kaarten    | 35' Dejan Lovren 38' Ivan Strinić 101' Domagoj Vida 114' Josip Pivarić                                                                                                |
| | rode kaarten    | |